# Kobilino
Kobilino (Bulgaars: Кобилино) is een dorp in het zuiden van Bulgarije. Het is gelegen in de gemeente Ivaïlovgrad, oblast Chaskovo. Het dorp ligt hemelsbreed 60 km ten zuidoosten van de stad Chaskovo en 257 kilometer ten zuidoosten van Sofia.

## Bevolking
Op 31 december 2019 werden er 82 inwoners in het dorp geregistreerd door het Nationaal Statistisch Instituut van Bulgarije, een daling vergeleken met het maximum van 448 personen in 1946.
|  |

Van de 77 inwoners reageerden er 65 op de optionele volkstelling van 2011. Van deze 65 respondenten identificeerden 53 personen zichzelf als etnische Turken, terwijl er 11 etnische Bulgaren werden geteld. 
| Etnische samenstelling van de respondenten (2011) | Etnische samenstelling van de respondenten (2011) | Etnische samenstelling van de respondenten (2011) | Etnische samenstelling van de respondenten (2011) | Etnische samenstelling van de respondenten (2011) |
| ------------------------------------------------- | ------------------------------------------------- | ------------------------------------------------- | ------------------------------------------------- | ------------------------------------------------- |
|                                                   |                                                   |                                                   |                                                   |                                                   |
| Bulgaren                                          | Bulgaren                                          |                                                   | 16,9%                                             | 16,9%                                             |
| Turken                                            | Turken                                            |                                                   | 81,5%                                             | 81,5%                                             |
| Roma                                              | Roma                                              |                                                   | 0,0%                                              | 0,0%                                              |
| Anders/Onbekend                                   | Anders/Onbekend                                   |                                                   | 1,6%                                              | 1,6%                                              |